# Dicranomyia (Caenoglochina) egae
Dicranomyia (Caenoglochina) egae is een tweevleugelige uit de familie steltmuggen (Limoniidae). De soort komt voor in het Neotropisch gebied.